# Paulus Hendrik Jacob van Wassenaer van St. Pancras
Paulus Hendrik Jacob baron van Wassenaer van St. Pancras (Nijmegen, 2 januari 1802 − aldaar, 3 maart 1879) was een Nederlands jurist en kunstschilder en tekenaar.

## Biografie
Van Wassenaer was een telg uit het oud-adellijke geslacht Van Wassenaer en een zoon van politicus Jacob Nanning Arend baron van Wassenaer (1760-1834) en Judith Petronella van de Sande (1771-1845). Hij promoveerde in 1826 aan de Groningse universiteit in de rechten. Vanaf 1851 tot zijn overlijden was hij gemeenteontvanger in zijn geboorteplaats. Hij was daar, tot 1841, ook kapitein bij de dienstdoende schutterij. Voorts was hij een schilder en tekenaar van landschappen en stadsgezichten. In 1831 bracht hij twee door hem geschilderde landschappen in om verloot te worden ten behoeve van 'Het Vaderland'. In 1863 was hij lid van het plaatselijk Nijmeegs comité voor het nationaal monument.
Van Wassenaer overleed ongehuwd in zijn geboorteplaats in 1879 op 77-jarige leeftijd.